# Revolver (cântec)
„Revolver” este un cântec înregistrat de solista americană Madonna alături de rapperul Lil Wayne, pentru a treia compilație de hituri a ei, Celebration. A fost scris de Madonna, Carlos Battey, Steven Battey, Dwayne „Lil Wayne” Carter, Justin Franks și Brandon Kitchen, fiind produs de Madonna și DJ Frank E. În decembrie 2009 a fost confirmat faptul că piesa va fi extrasă pe single, fiind al doilea și ultimul single de pe compilație. Este ultimul single al artistei din anii 2000.
Compus ca un cântec electropop, „Revolver” conține o parte rap de Lil Wayne către sfârșit, restul cântecului fiind interpretat doar de solistă, versurile fiind o juxtapunere între iubire și arme. Criticii contemporani au oferit recenzii mixt-pozitive cântecului.

## Clasamente
| Clasament (2009) | Pozițiamaximă                                                     |
| ---------------- | ----------------------------------------------------------------- |
| Canada           | 95en „Canadian Hot 100”. acharts.us. Accesat pe 22 decembrie 2009 |

## Versiuni
- EU CD Single

1. David Guetta One Love Remix Feat.Lil Wayne
2. David Guetta One Love Remix
3. David Guetta One Love Club Remix
4. Paul Van Dyk Remix
5. Paul Van Dyk Dub
6. Tracy Young Shoot To Kill Mix 7.Celebration (REMIX Feat. Akon)
7. Celebration(FelgukLoveREMIX)